# سرجیو پینتو
سرجیو پینتو (انگلیسی: Sérgio Pinto؛ زادهٔ ۱۶ اکتبر ۱۹۸۰) بازیکن سابق فوتبال اهل آلمان است که در پست وینگر راست بازی می‌کرد.